# Montane regenwouden van Nieuw-Brittannië en Nieuw-Ierland
De montane regenwouden van Nieuw-Brittannië en Nieuw-Ierland zijn regenwouden waarmee de bergachtige regio's van Nieuw-Brittannië en Nieuw-Ierland begroeid zijn. Net zoals in de laaglandregenwouden van Nieuw-Brittannië en Nieuw-Ierland worden ook hier talrijke endemische soorten aangetroffen. 
Door de karsthellingen in dit gebied is hier meer bos intact gebleven dan in de laaglandregenwouden. Dit omdat de hellingen te steil zijn om er plantages aan te leggen.

## Locatie
De smalle Straat van Vitiaz vormt de scheiding tussen het Huonschiereiland, gelegen in het noordoosten van Papoea-Nieuw-Guinea en de eilandengroep, die bekendstaat als de Bismarck-archipel. De belangrijkste eilanden van de archipel zijn Nieuw-Brittannië en Nieuw-Ierland. Beide eilanden zijn lang en smal, ze hebben een lengte van meer dan 400 kilometer. Op beide eilanden zijn een aantal bergketens. De meeste zijn geïsoleerd van elkaar door de laaglandgebieden die er tussen liggen. Belangrijke bergketen op Nieuw-Brittannië zijn de Whiteman, Nakanai, Baining en Willaumez en op Nieuw-Ierland de Hans Meyer, Verron en Lelet. De montane regenwouden worden aangetroffen in de bergachtige gebieden boven de 1000 meter.
Op de eilanden worden een aantal actieve vulkanen aangetroffen, vooral op Nieuw-Brittannië. De eilanden bestaan uit zowel vulkanische bodem als kalksteen. Op het eiland Nieuw-Brittannië is de grond meer vulkanisch en op Nieuw-Ierland zijn meer kalksteengronden.

## Klimaat
Het klimaat is een nat tropisch klimaat. De gemiddelde jaarlijkse neerslag varieert tussen de 3.000 en 6.000 millimeter. Dit is afhankelijk van de hoogte van de locatie.

## Flora
De overgang tussen de vegetatie van het laagland en de montane gebieden is geleidelijk. Wetenschappers hebben deze grens vastgesteld op verschillende hoogtes, wat afhankelijk is van veranderingen in het bos, de samenstelling van plantensoorten en de mate van de bewolking. De grens van de ecoregio ligt rond de 1.000 meter. Boven de 1.000 meter zijn de bomen lager, hebben bomen kleinere en dikke bladeren en smallere boomkronen. Verder daalt de temperatuur en neemt de luchtvochtigheid toe met de hoogte van de bergbossen. In de lagere bergbossen komen boomsoorten voor uit de geslachten Araucaria, Lithocarpus, Castanopsis, Syzygium en Ilex. De hogere bergbossen worden gedomineerd door de boom Metrosideros salomonensis, die een hoogte bereikt tussen de 10 en 20 meter. De bossen worden gekenmerkt door een soortenrijkdom aan epifyten.

## Fauna
Er komen 45 soorten zoogdieren voor in de ecoregio. De meeste soorten zijn vleermuizen en de overige zijn knaagdieren. Er komen geen endemische soorten zoogdieren voor, maar wel zijn 8 soorten bijna endemisch, zoals de vleermuissoorten Dobsonia anderseni, Dobsonia praedatrix, Melonycteris melanops, Nyctimene major, Pteropus admiralitatum, Pteropus gilliardorum en de knaagdiersoorten Hydromys neobritannicus en Uromys neobritannicus.
Verder komen er 3 endemische vogelsoorten voor en 27 bijna endemische vogels. De endemische vogels zijn de bleke havik, Gilliards zanger en Whitemanhoningeter. Enkele bijna endemische soorten zijn de heremietboshoen, New-Britainral, geelbefjufferduif, knobbeljufferduif, zwarte muskaatduif, kuifmonarch, Bismarckhoningvogel en Bismarcklederkop.

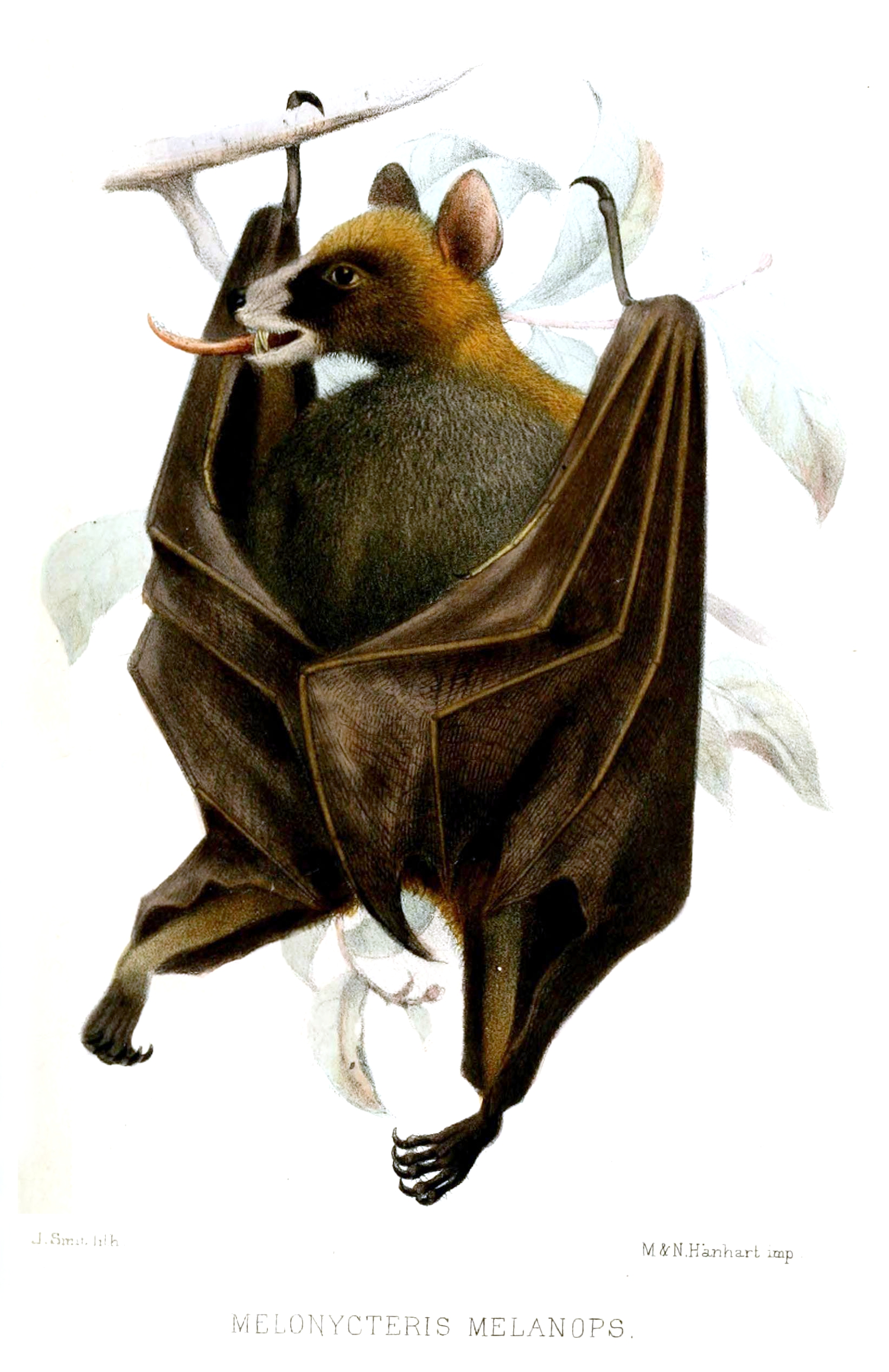
Melonycteris melanops
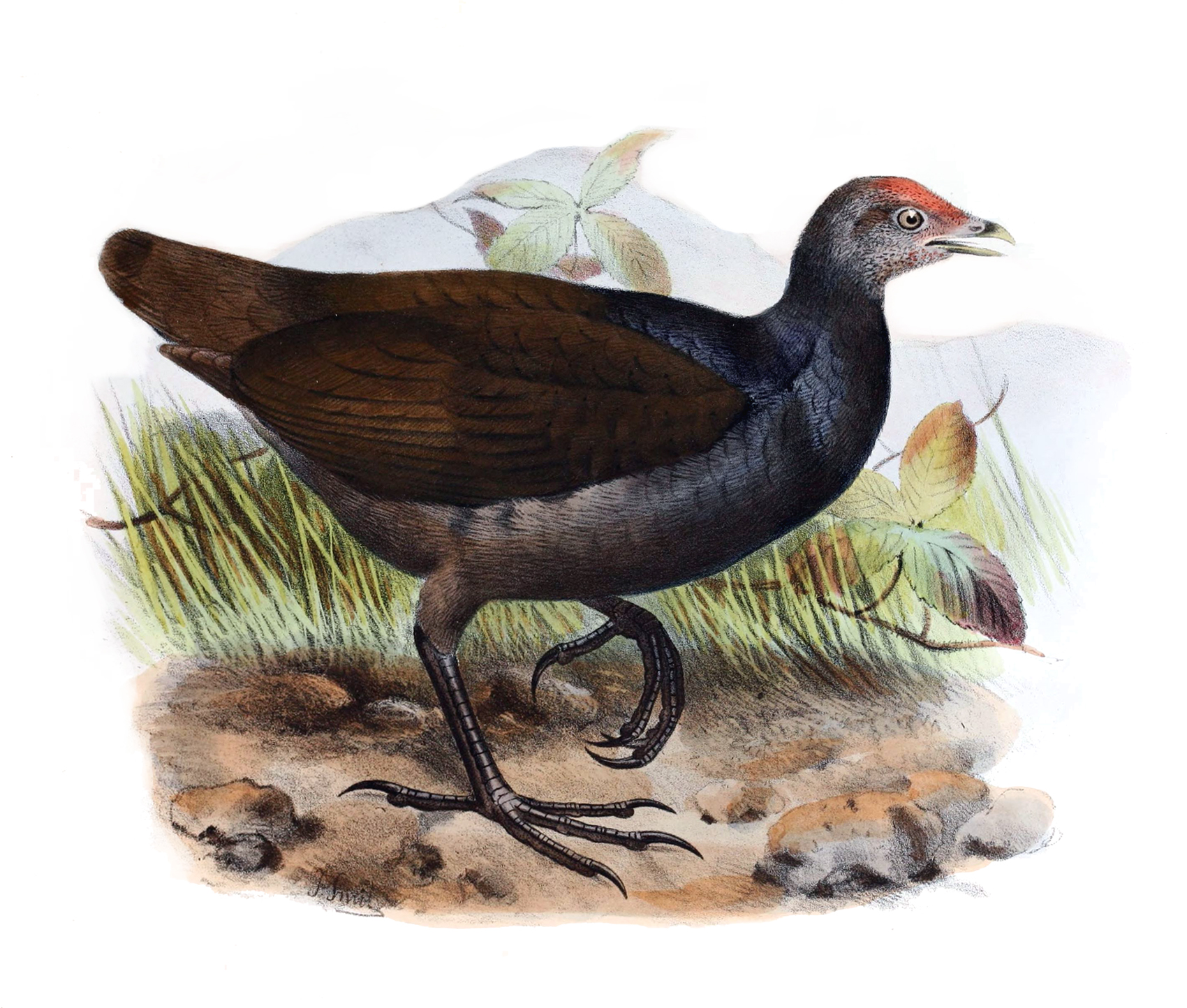
Heremietboshoen (Megapodius eremita)
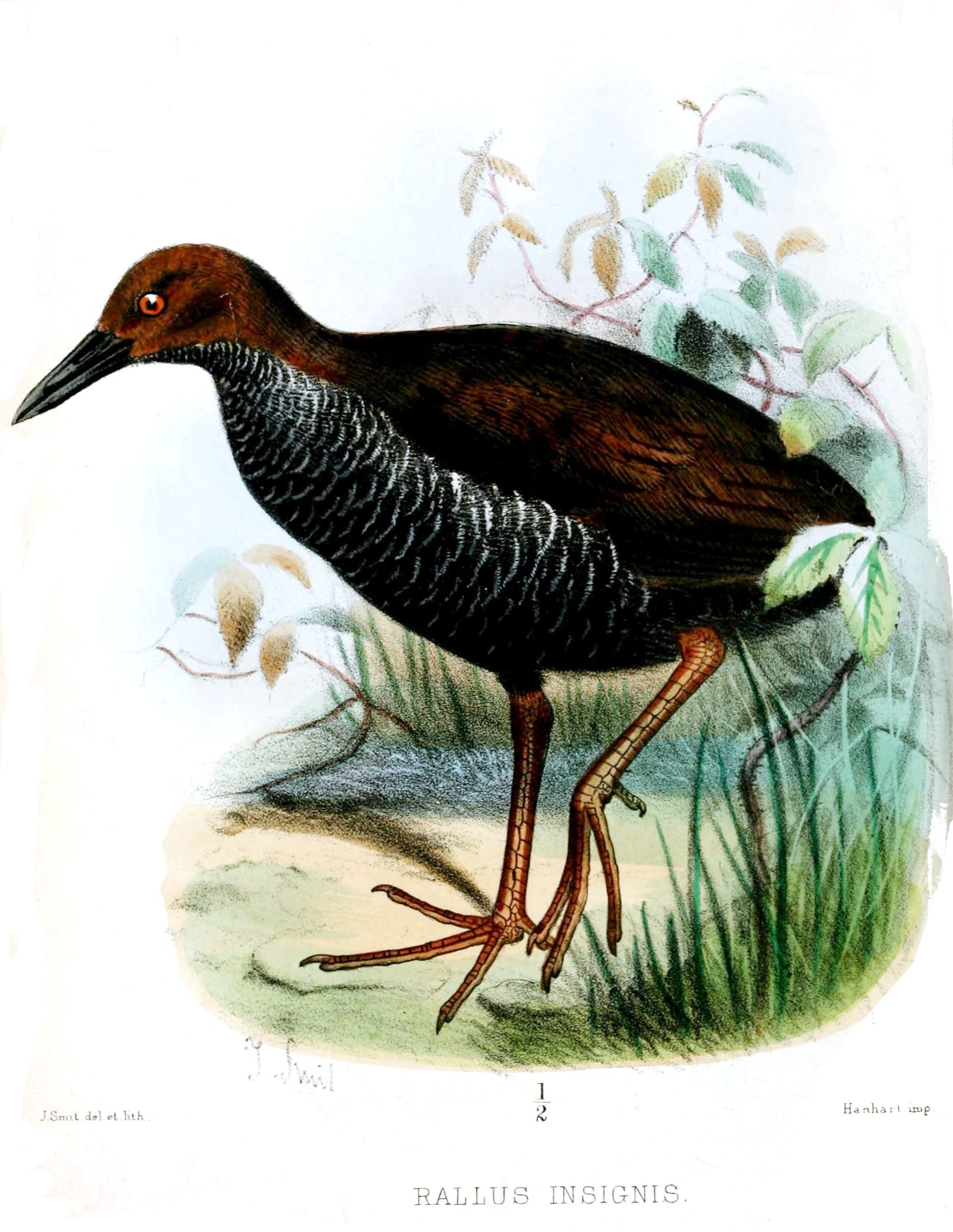
New-Britainral (Gallirallus insignis)
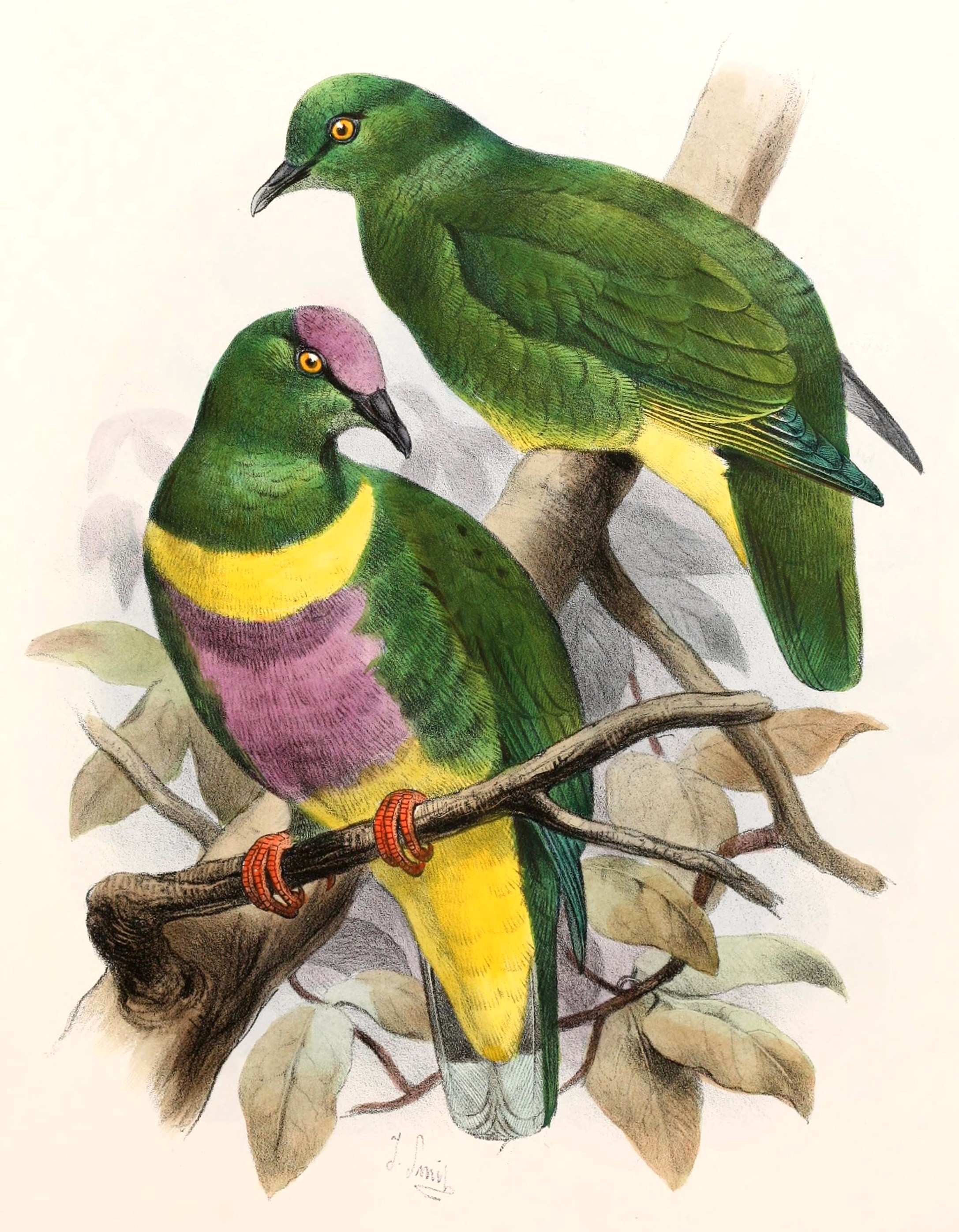
Geelbefjufferduif (Ptilinopus solomonensis)
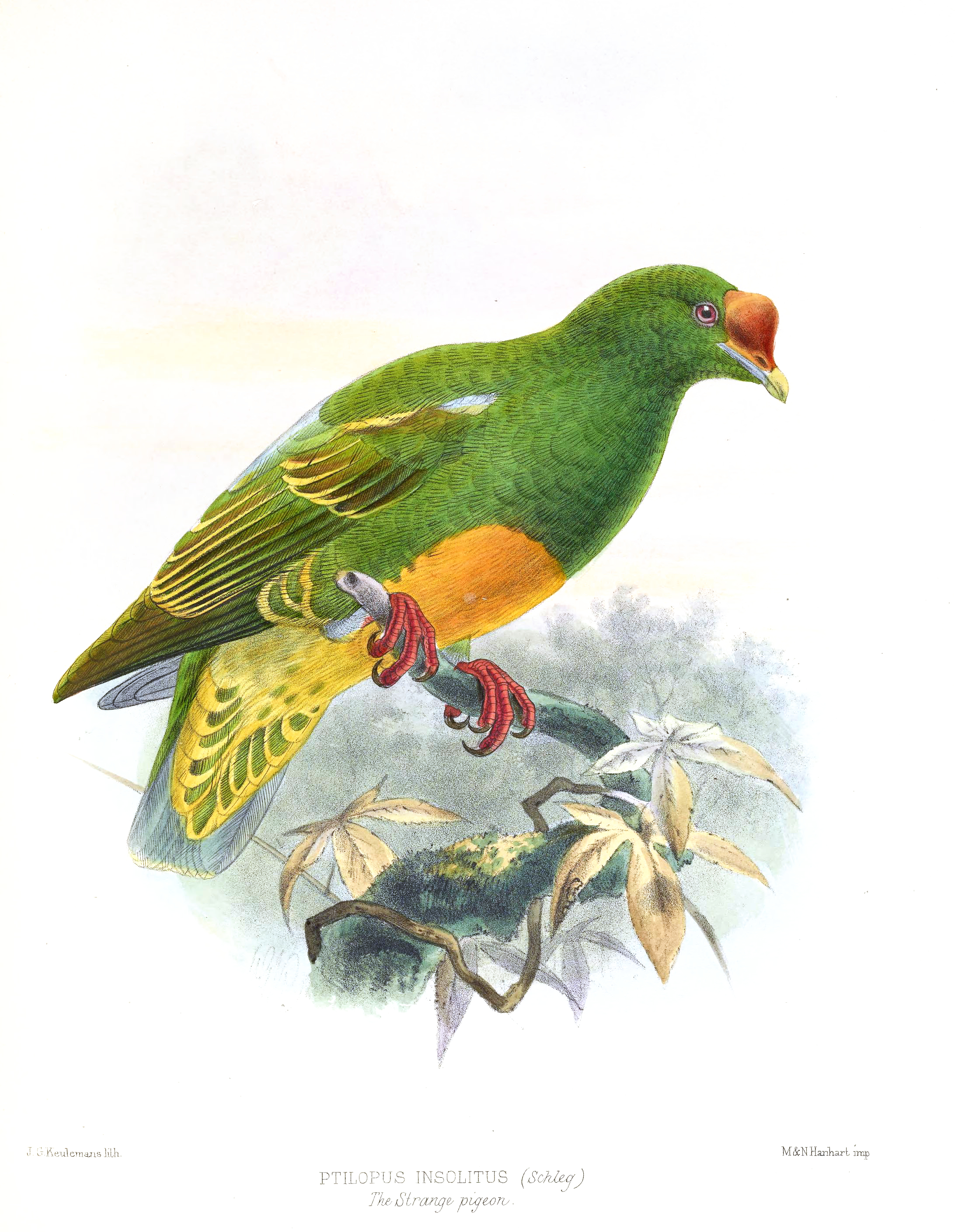
Knobbeljufferduif (Ptilinopus insolitus)
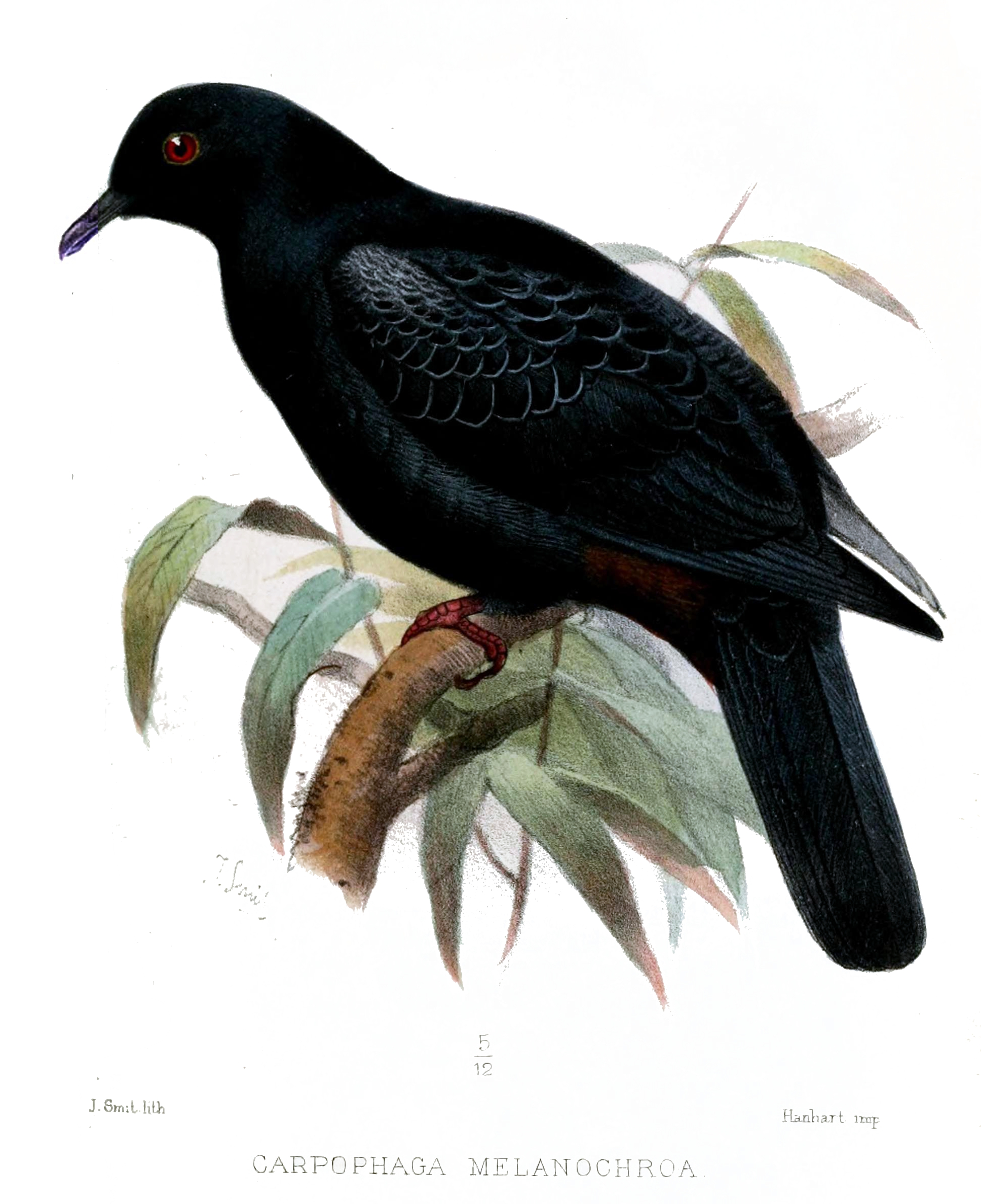
Zwarte muskaatduif (Ducula melanochroa)
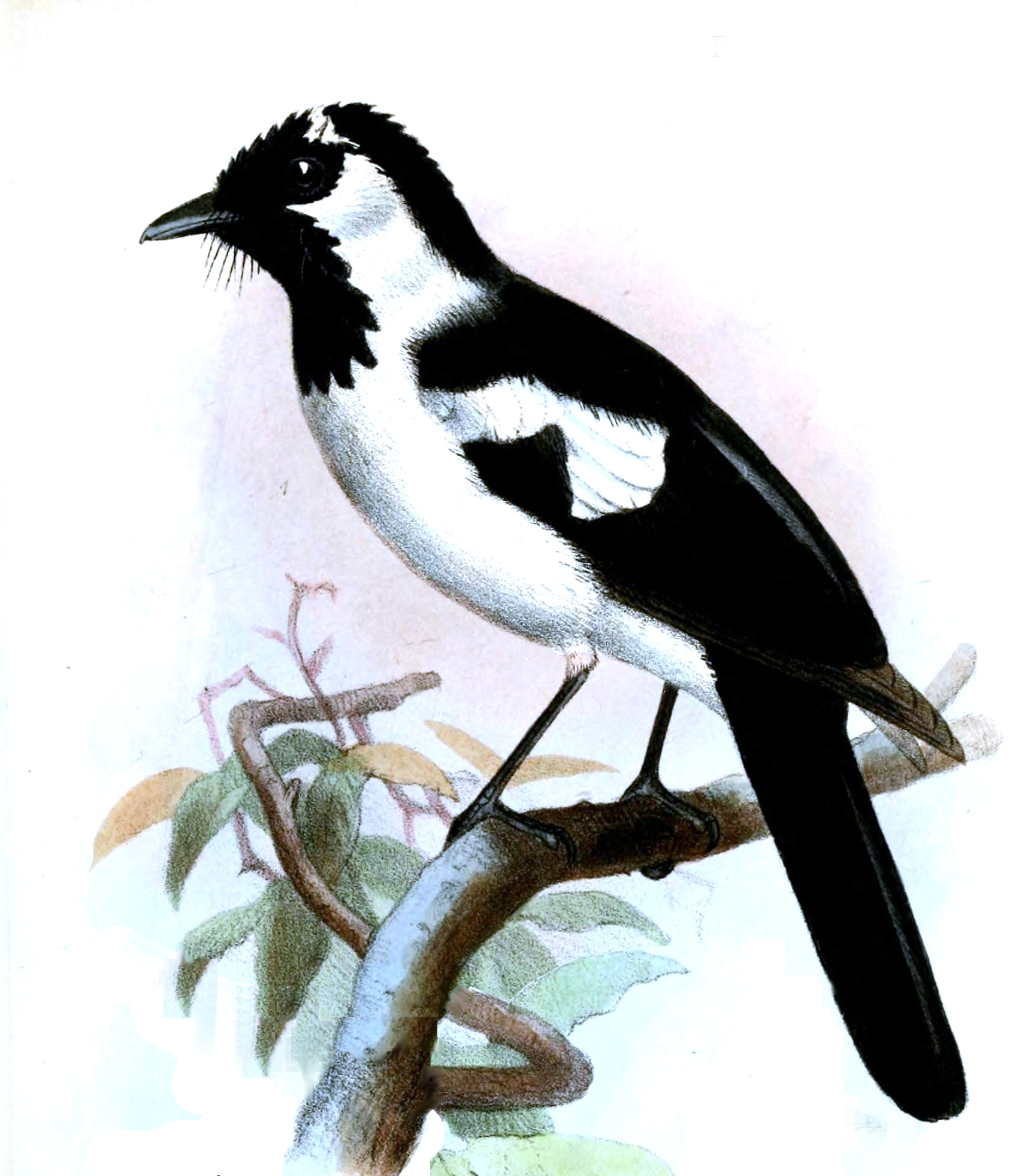
Kuifmonarch (Symposiachrus verticalis)
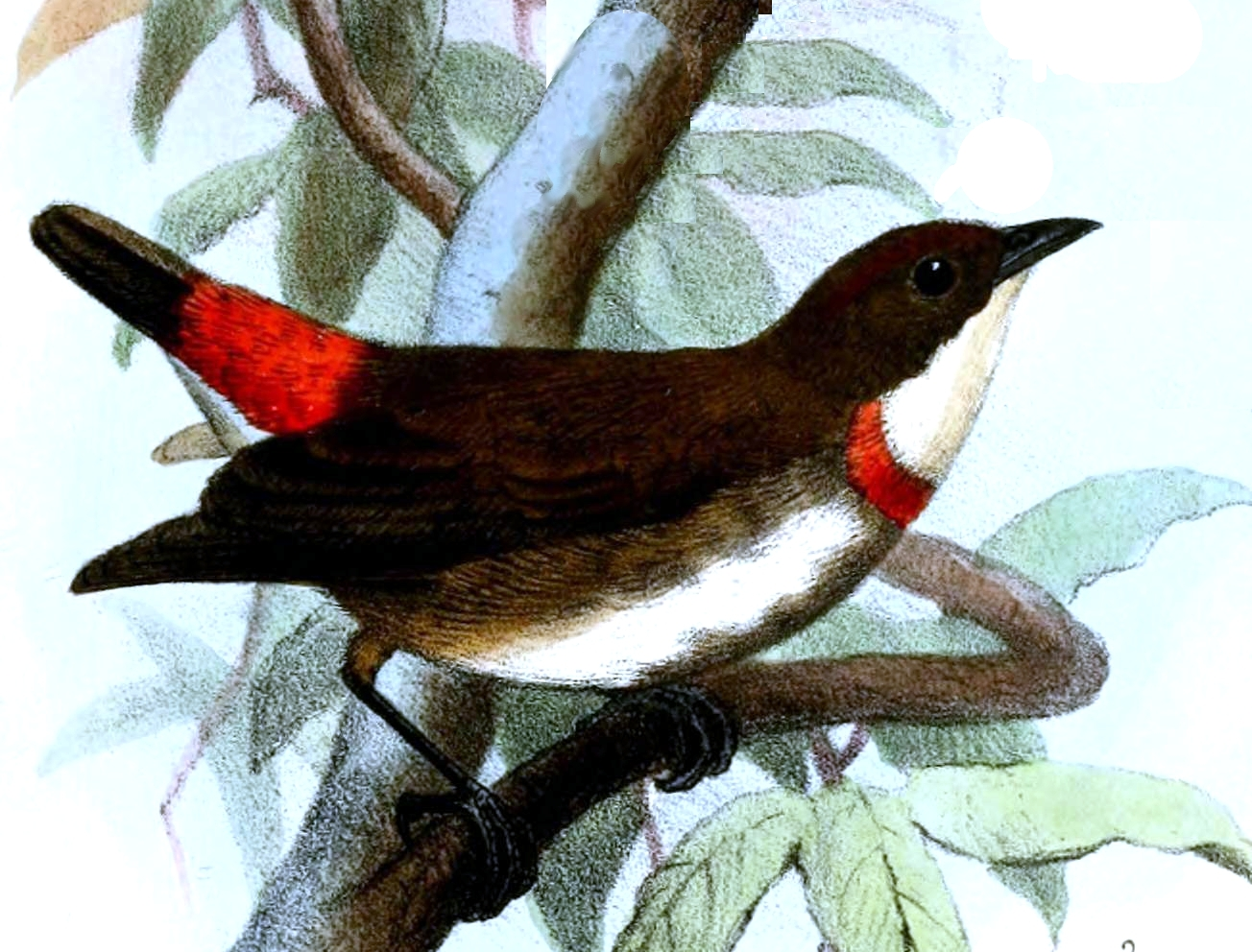
Bismarckhoningvogel (Dicaeum eximium)
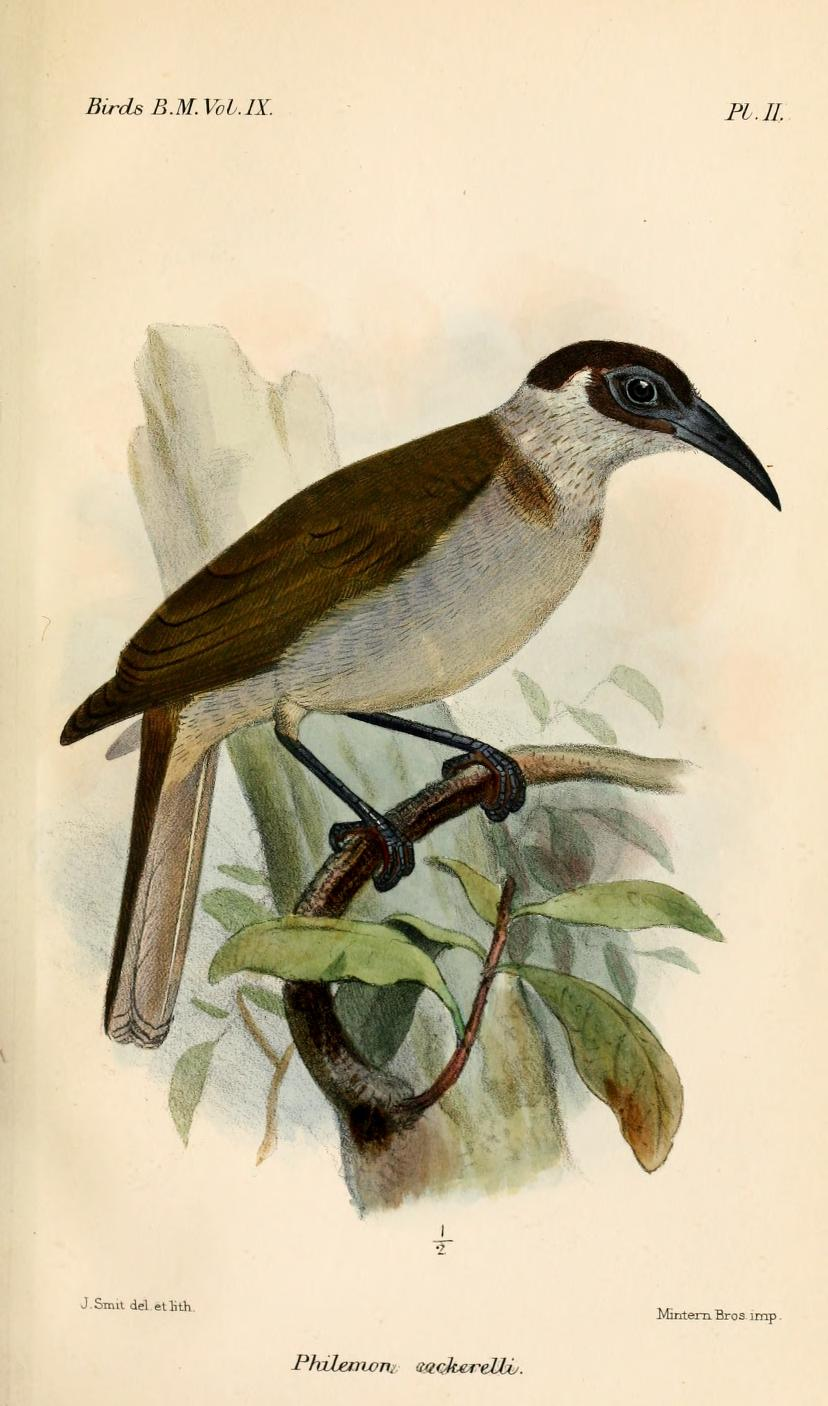
Bismarcklederkop (Philemon cockerelli)